# Lamont Johnson
Lamont Johnson (Stockton, California; 30 de septiembre de 1922 – Monterrey, California; 24 de octubre de 2010) fue un actor y director cinematográfico y televisivo de nacionalidad estadounidense, a lo largo de cuya trayectoria ganó dos Premios Emmy.

## Biografía
Su nombre completo era Ernest Lamont Johnson, Jr., y nació en Stockton, California, siendo sus padres Ruth Alice Fairchild y Ernest Lamont Johnson, un agente inmobiliario. Johnson empezó su carrera en la radio, haciendo el papel de Tarzán en una popular serie emitida en redifusión en 1951. Johnson fue también uno de los varios actores en encarnar a Archie Goodwin en The New Adventures of Nero Wolfe, actuando junto a Sydney Greenstreet en la NBC Radio. Tras su trabajo en la radio se dedicó al cine y a la televisión, primero como actor y después como director.
Johnson fue también director de representaciones de las óperas The Man in the Moon (1959), Ifigenia en Táuride (1962), y La fábula de Orfeo (1990).
En sus últimos años de carrera, dirigió un episodio de la serie Felicity y el telefilm The Man Next Door. 
A lo largo de su trayectoria artística, Johnson recibió once nominaciones a los Premios Emmy, consiguiendo el galardón en dos ocasiones, por Wallenberg: A Hero's Story (1985) y por Lincoln (1988). También recibió ocho nominaciones a los Premios del Sindicato de Directores, ganándolos cuatro veces, por Profiles in Courage (1965), My Sweet Charlie (1971), That Certain Summer (1972), y Lincoln.
Lamont Johnson falleció en 2010 en Monterrey, California, a causa de una insuficiencia cardiaca congestiva.

## Selección de su filmografía

### Actor
- Hallmark Hall of Fame
- Goodyear Television Playhouse
- Crusader
- Alfred Hitchcock presenta
- Alcoa Theatre
- Angel
- Blue Light, episodio "Jet Trail" (1966)
- The Big Valley
- Felony Squad
- Gunsmoke
- Please Murder Me
- The Human Jungle (1954)

### Director
- Naked City
- Have Gun – Will Travel
- Peter Gunn
- Mr. Lucky
- Dr. Kildare
- The Twilight Zone
- Audacia es el juego
- Judd for the Defense
- The McKenzie Break
- The Last American Hero
- The Execution of Private Slovik
- You'll Like My Mother
- Visit to a Chief's Son
- Lipstick
- Cattle Annie and Little Britches
- One on One
- Spacehunter: Adventures in the Forbidden Zone
- Voices Within: The Lives of Truddi Chase